# José Núñez (lanzador derecho)
José Núñez Jiménez (nacido el 13 de enero de 1964 en Jarabacoa) es un ex lanzador dominicano que jugó en las Grandes Ligas de Béisbol. Fue firmado por los Reales de Kansas City como amateur en 1983 y lanzó en las Grandes Ligas para los Azulejos de Toronto (1987-1989) y los Cachorros de Chicago (1990). Núñez es actualmente entrenador de pitcheo en el sistema de ligas menores de los Cerveceros de Milwaukee.
Después de salir de las Grandes Ligas, Núñez disfrutó de una carrera larga y próspera en Asia, jugando para los Leones Uni-President (1993-1995), Fukuoka SoftBank Hawks (1996-1997), Taichung Agan (1998) y Águilas Hanhwa (2001). Comparte el récord en el béisbol profesional taiwanés en ganar más juegos en una sola temporada (22 victorias en 1993), junto con Chen Yi-Hsin.

## Liga Dominicana
Núñez debutó en la Liga Dominicana con las Águilas Cibaeñas (1984-85). Adquirido por los Leones del Escogido (1987), luego vuelve a las Águilas (1999-2000), y más adelante regresa a los Leones donde termina su carrera (2004-05). Finalizó su carrera con 36 victorias, 33 derrotas, 82 juegos iniciados, 8 completos, efectividad de 2.83, 611.2 innings lanzados, dio 212 bases por bolas y ponchó 453.
Posee el récord en victorias de por vida en la lista de todos los tiempos con 36, hazaña que comparte con Juan Marichal y Balbino Gálvez.